# II Liceum Ogólnokształcące im. Kazimierza Morawskiego w Przemyślu
II Liceum Ogólnokształcące im. prof. Kazimierza Morawskiego w Przemyślu – szkoła ponadpodstawowa z siedzibą w Przemyślu.

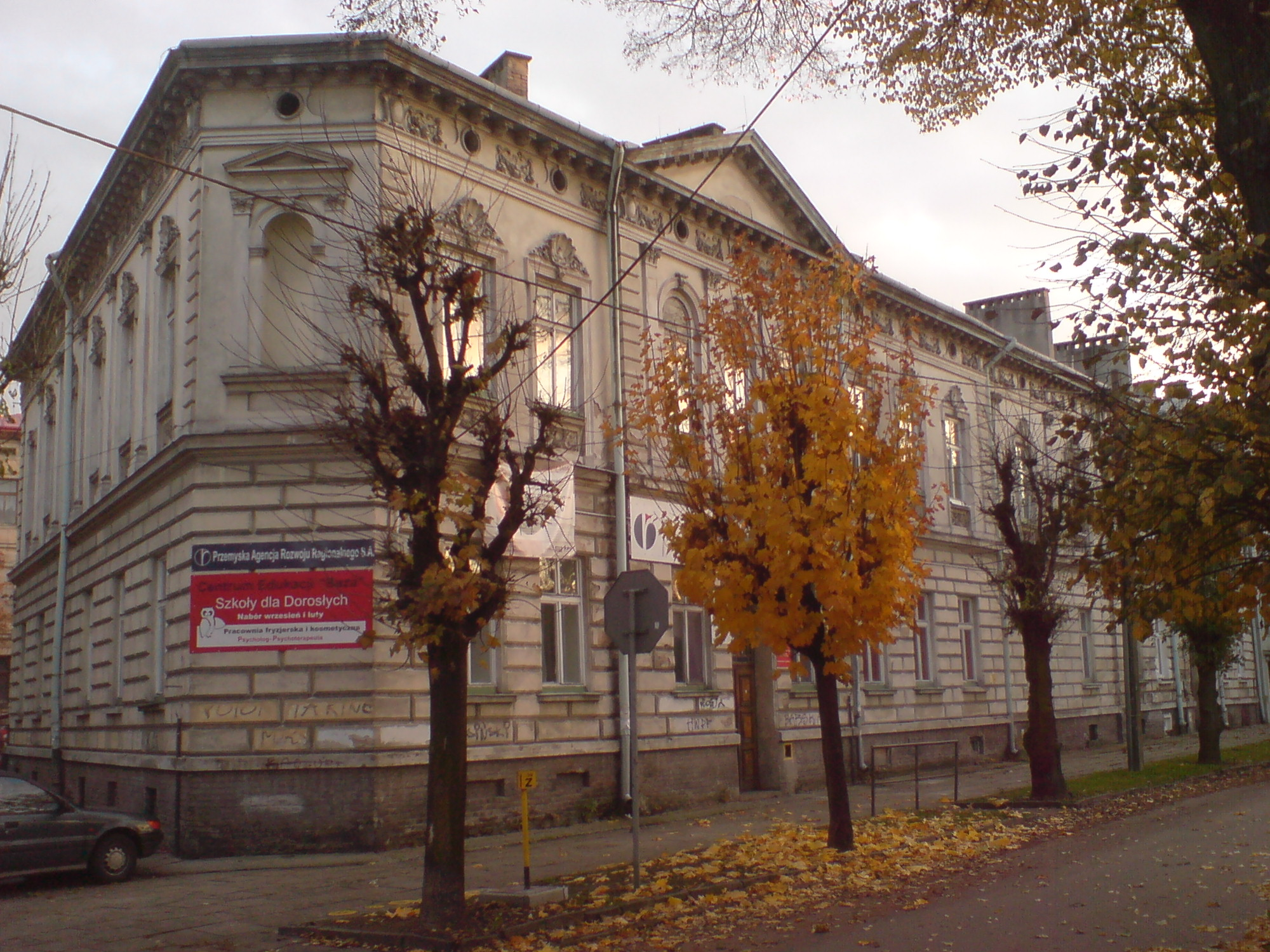
Pierwszy budynek szkoły przy ul. Skargi

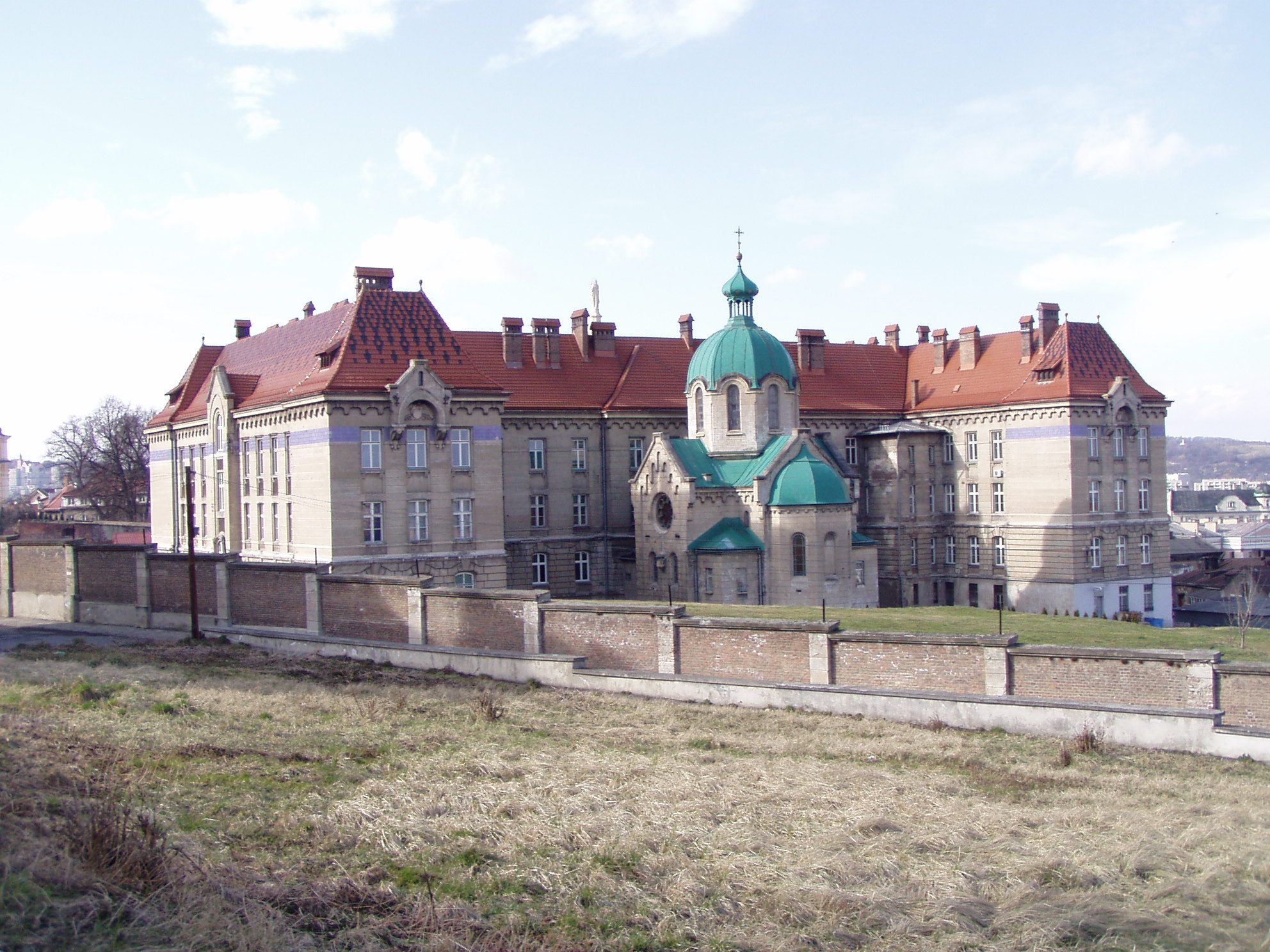
Budynek szkoły w latach 1979–1996

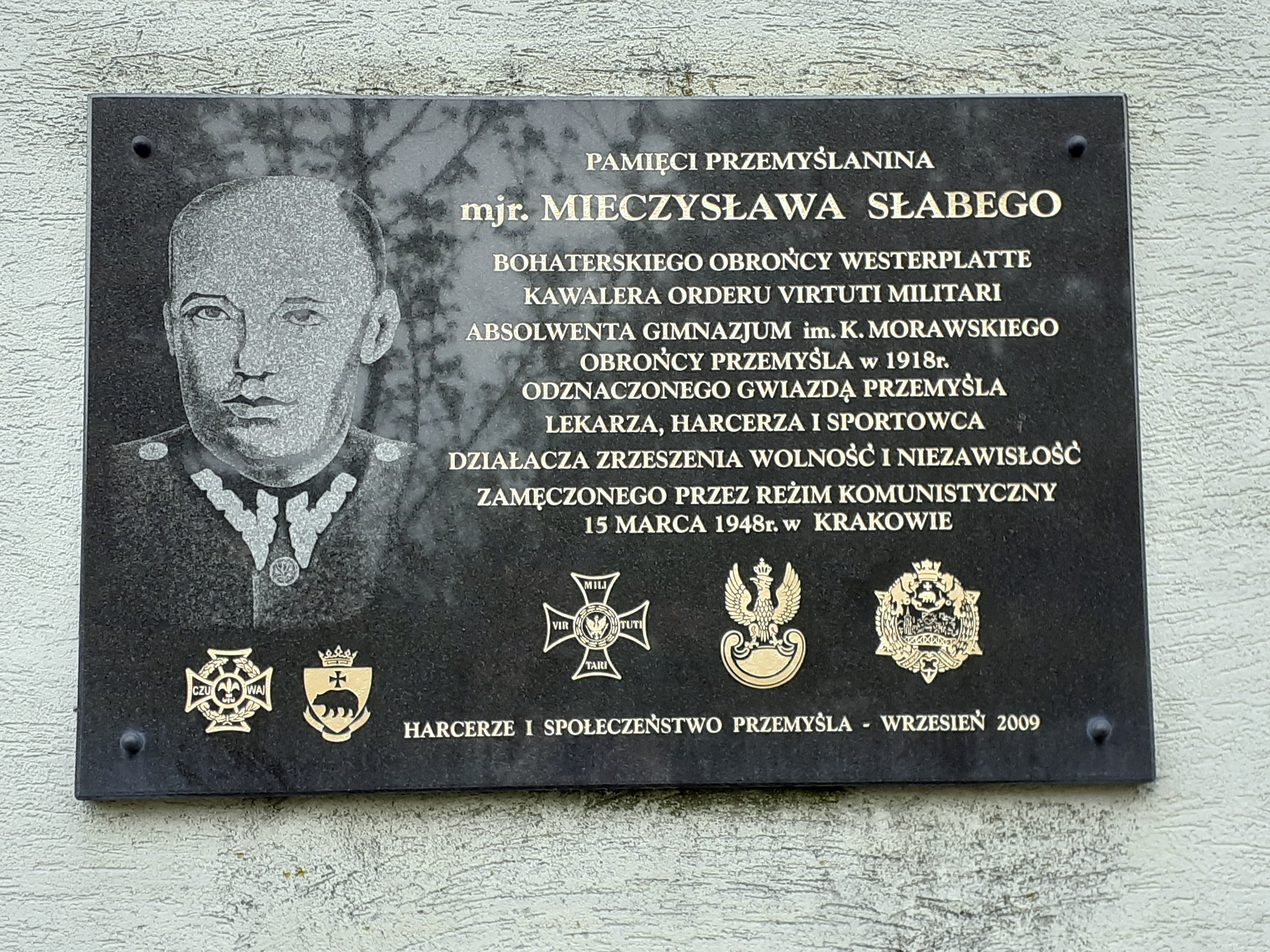
Tablica upamiętniająca mjr. Mieczysława Słabego

## Historia
Szkoła rozpoczęła działalność jako państwowe męskie II Gimnazjum Klasyczne. Budynek szkoły znajdował się na Zasaniu, przy ówczesnej ul. św. Józefa (obecnie ul. ks. Piotra Skargi). W 1912 przeprowadzono pierwszy egzamin maturalny.
Wiosną 1918 harcerze z Gimnazjum założyli klub sportowy Czuwaj Przemyśl.
W lutym 1922 nadano szkole imię Kazimierza Morawskiego. W 1939 stała się koedukacyjna. W czasie wojny została zamknięta, podjęła działalność we wrześniu 1944.
Zarządzeniem Ministra Wyznań Religijnych i Oświecenia Publicznego Wojciecha Świętosławskiego z 23 lutego 1937 II Państwowe Gimnazjum im. Kazimierza Morawskiego w Przemyślu zostało przekształcone w II Państwowe Liceum i Gimnazjum im. Kazimierza Morawskiego w Przemyślu (państwową szkołę średnią ogólnokształcącą, złożoną z czteroletniego gimnazjum i dwuletniego liceum); po wejściu w życie tzw. reformy jędrzejewiczowskiej szkoła miała charakter męski, a wydział liceum ogólnokształcącego był prowadzony w typie klasycznym.
W 1969 szkoła została przeniesiona do nowego budynku przy ulicy św. Jana i jednocześnie zmieniono jej patrona na Władysława Broniewskiego. W 1979 ponownie ją przeniesiono, tym razem do dawnego budynku seminarium greckokatolickiego przy ul. Basztowej 13.
W 1992 rozpoczęto budowę nowej siedziby szkoły przy ul. Biskupa Jakuba Glazera 44. Do nowego budynku szkoła przeniosła się w marcu 1996, a w czerwcu tegoż roku przywrócono jej imię poprzedniego patrona – Kazimierza Morawskiego.

## Upamiętnienie
- Tablica upamiętniająca mjr. Mieczysława Słabego.
- Dąb Pamięci honorujący Mariana Guździoła.

## Dyrektorzy szkoły
- Franciszek Ksawery Kuś (-1924)[4]
- Jan Smółka (od 1925[5], 1944–1946)
- Mieczysław Dziedzic (1946)
- Wawrzyniec Kisiel (1947–1948)
- Ferdynand Schneider (1948–1951)
- Józef Fijałkiewicz (1951–1970)
- Wanda Piotrowicz (1970–1982)
- Jerzy Małacha (1982–1985)
- Jan Możdrzeń (1985–1991)
- August Partyński (1991–2006)
- Agata Trzpis (p.o. 1–31 marca 2006)
- Artur Pich (1 września 2006 – 31 sierpnia 2016)
- Mariusz Zamirski (od 1 września 2016)

## Uczniowie i absolwenci
- Marek Bojarski – prawnik, rektor Uniwersytetu Wrocławskiego
- Tadeusz Brzeziński – dyplomata, ojciec Zbigniewa Brzezińskiego
- Stanisław Ehrlich – prawnik i naukowiec, teoretyk państwa i prawa
- Mieczysław Gorzeński – oficer lotnictwa, odznaczony Krzyżem Srebrnym Orderu Virtuti Militari
- Stanisław Jakiel – biskup pomocniczy przemyski
- Maria Klimowicz – lekarz stomatolog, działaczka społeczna i charytatywna
- Wielisław Krajowski, wówczas Králíček – pułkownk Wojska Polskiego
- Czesław Kłak – historyk literatury polskiej
- Lidia Morawska – profesor fizyki na Queensland University of Technology
- Henryk Mosing – lekarz, epidemiolog, duchowny; profesor
- Jan Pańczakiewicz – major Armii Krajowej, odznaczony Krzyżem Srebrnym Orderu Virtuti Militari
- Leon Przemski – pisarz, krytyk literacki i historyk
- Kazimierz Ryczan – biskup diecezjalny kielecki
- Mieczysław Słaby – lekarz, kapitan Wojska Polskiego II RP, obrońca Westerplatte, ofiara represji UB, odznaczony Orderem Virtuti Militari
- Juliusz Studnicki – malarz, rysownik, pedagog
- Adam Sudoł – duchowny rzymskokatolicki
- Adam Śmigielski – biskup diecezjalny sosnowiecki
- Florian Zając – ksiądz rzymskokatolicki, „kapłan wyklęty”. więzień PRL